# Shigeo Okumura
Shigeo Okumura (Ikeda, Osaka, 25 de mayo de 1972) es un luchador profesional japonés.
Okumura fue alumno del gran luchador japonés Masanobu Kurisu (recordado en México por haber luchado en el Toreo de Cuatro Caminos en los años 1980) y luego de una preparación de cinco años, Okumura debutó el 31 de diciembre de 1994 como luchador independiente en Japón.
Al año siguiente formó parte de la empresa Tokyo Pro-Wrestling donde permaneció hasta 1998. Fue ahí donde tuvo como maestro al importante gladiador The Great Kabuki.
En ese mismo año (febrero de 1998) Okumura recibió una gran oportunidad en su carrera cuando fue invitado a participar en el tour de la empresa All-Japan (Excite Series) y para el mes de mayo del mismo año luchó junto a Tamon Honda contra Los Headhunters en el Tokyo Dome. A partir del año 2000 permaneció en All-Japan como parte de su elenco.
Luego de cuatro años, en marzo de 2004 renunció a All-Japan y su carrera tomó otro rumbo cuando, gracias al apoyo de Black Cat (conocido en México como Kuroneko), Okumura llegó a México para integrarse al Consejo Mundial de Lucha Libre en donde permanece actualmente y forma parte de la Ola Amarilla. Volvió a Japón en el 2009 para luchar en una función especial para conmemorar los 400 años de la relación de amistad de México y Japón y además en giras con la empresa New Japan Pro-Wrestling como elemento del CMLL. En septiembre de 2009, Okumura fue el ganador del Torneo Alternativa (al lado de Yujiro) en el CMLL.

## Carrera

### Lucha libre profesional
Shigeo Okumura comenzó su carrera de lucha libre profesional en 1994, trabajando para la promoción japonesa Tokyo Pro Wrestling (TPW).  Okumura trabajó con su nombre de nacimiento y como "Okumura" durante su tiempo en TPW. En 1996 TPW Closed y Okumura se convirtieron en luchadores independientes, trabajando para una variedad de compañías en el circuito independiente japonés, así como algunas apariciones únicas para New Japan Pro Wrestling (NJPW) y All Japan Pro Wrestling (AJPW). En algún momento entre 1996 y 1999, Okumura ganó el Campeonato de Peso Pesado de la CCW y el Campeonato en Parejas de la CAWF, haciendo equipo con Nobutaka Araya.  A finales de 1999, Okumura comenzó a trabajar para Frontier Martial Arts Wrestling (FMW), haciendo equipo con Atsushi Onita y Mitsunobu Kikuzawa en un torneo para coronar el primer título en parejas de Six-man en parejas de Street fight de alambre de púas. El equipo llegó a la final, pero fueron derrotados por el Sr. Pogo , Shoji Nakamaki e Ichiro Yaguchi el 26 de diciembre de 1999.  El 28 de enero de 2000, Onita, Okumura y Kikuzawa ganaron la pelea callejera de alambre de púas Six- Man Tag Title, derrotando a Nakamaki, Yaguchi y Geat Kendo por el título de vancat.  El trío solo mantuvo el cinturón durante cuatro días antes de perder ante Nakamaki, Yaguchi y Kendo. 

### All Japan Pro Wrestling (2000-2004)
Cuando Mitsuharu Misawa dejó AJPW para formar Pro Wrestling NOAH junto con un gran grupo de luchadores de AJPW, Shigeo Okumura recibió un contrato de tiempo completo con AJPW. El 8 de septiembre de 2001, Okumura y Nobutaka Araya perdieron ante Arashi y Koki Kitahara, en un partido por el vacante All Asia Tag Team Championship . Cuando Arashi y Kitahara dejaron vacantes los títulos a principios de 2002, Okumura y Mitsuya Nagai ingresaron al torneo para coronar a los nuevos campeones. El equipo llegó hasta el partido final, solo para perder ante el ex compañero de Arashi y Okumura, Nobutaka Araya. En 2002 Okumura participó en la "Giant Baba Cup", compitiendo en el bloque A. Okumura acumuló 14 puntos pero fue derrotado por Mitsuya Naga en la final del Bloque. Durante los siguientes dos años, Okumura trabajaría como luchador de mitad de tarjeta, a menudo en equipos improvisados con otros luchadores de mitad de tarjeta

### Consejo Mundial de Lucha Libre (2004-presente)
A mediados de 2004, Okumura viajó a México en un "viaje de aprendizaje", para mejorar sus habilidades en el ring al estar expuesto a otros estilos de lucha distintos al estilo japonés. En México comenzó a trabajar para el Consejo Mundial de Lucha Libre (CMLL) como un personaje de Heel (o "chico malo") "Anti-México". El personaje "Anti-México" contrastaba con las opiniones personales de Okumura, ya que le gustaba tanto vivir y trabajar en México que ha permanecido allí desde 2004. El 5 de diciembre de 2004, Okumura participó en una Lucha de Apuesta de cuatro hombres ( Partido de apuesta) partido de jaula de acero en el que, como resultado, el último hombre de la jaula se afeitaría el pelo. El partido se redujo a Okumura y Negro Casas y vio a Casas escapar, dejando a Okumura para ser afeitado y calvo según las tradiciones de la Lucha. 
A mediados de 2005, NJPW envió a Shinsuke Nakamura e Hiroshi Tanahashi a México, para que adquirieran experiencia internacional, tal como se había enviado a Okumura el año anterior. Okumura se asoció con Nakamura y Tanahashi, y también trabajó como su guía y contacto fuera del ring. El trío trabajó en el programa del 72 aniversario de CMLL, perdiendo ante el equipo totalmente mexicano de Último Guerrero, Rey Bucanero y Averno.  El 12 de mayo de 2006, Okumura participó en el Gran Premio Internacional de CMLL, haciendo equipo con otros luchadores extranjeros para enfrentarse a un equipo de ocho luchadores mexicanos. Okumura fue el duodécimo hombre eliminado, atrapado por el eventual ganador Último Guerrero.  El 18 de junio de 2006, Okumura participó una vez más en un Steel Cage de varios hombres.Lucha de Apuesta , poniendo su cabello en la línea contra Rey Bucanero, Universo 2000, Negro Casas, Tarzán Boy, Máximo, Heavy Metal y El Terrible. Al final, Rey Bucanero inmovilizó a Okumura, lo que obligó a que se afeitara una vez más.  En agosto de 2006, Okumura comenzó a formar equipo con Hajime Ohara y Hirooki Goto , ambos en un "viaje de aprendizaje" como lo había sido Okumura, ambos jóvenes luchadores de NJPW. Los tres se unieron en partidos de parejas y tríos, enfrentando varias combinaciones mexica en partidos de cartas bajas y medias. El 11 de mayo de 2007, Okumura y Goto participaron en el Gran Premio Internacional de ese año formando equipo con Alex Koslov , Marco Corleone, Minoru Suzuki , Jushin Thunder Liger y Último Dragón . Okumura fue el segundo luchador eliminado, inmovilizado por Rey Bucanero. Ohara y Goto permanecerían en México durante casi un año, regresando a NJPW a mediados de 2007. En el otoño de 2007 Shigeo Okumura se rompió la clavícula cuando un intento de Asai Moonsault del inexperto Fabián el Gitano salió mal y Fabián golpeó a Okumura con las rodillas, rompiéndole el hueso. La lesión marcó a Okumura durante el resto de 2007 y gran parte de 2008, ya que su recuperación de la lesión combinada con un largo viaje de regreso a Japón lo mantuvo fuera del ring.

### La Ola Amarilla
A mediados de 2009, Okumura se asoció una vez más con un par de luchadores japoneses en un viaje de aprendizaje; esta vez se asoció con No Limit (Yujiro y Naito) para formar una facción "Anti-México" llamada La Ola Amarilla. El equipo recibió un fuerte empujón, reservado para ganar una serie de partidos de alto perfil contra varios técnicos mexicanos (caras o "buenos"). Los tres miembros de La Ola Amarilla estuvieron involucrados en un combate de jaula de acero de la Lucha de Apuesta de 15 hombres , que fue el evento principal del evento Infierno en el Ring 2009 de CMLL . Okumura escapó de la jaula como el cuarto hombre y vio como Naito derrotaba a Toscano para ganar el partido.  A mediados de 2009 Ola Amarilla recibió más refuerzos cuando Jushin Thunder Liger estuvo de gira por México. Okumura se asoció con Liger, Yujiro y Naito para derrotar al equipo de Último Guerrero, Atlantis, Black Warrior y Héctor Garza, representando a México en uno de los eventos principales del Show del 76 Aniversario de CMLL.  La semana siguiente, Yujiro estaba programado para formar equipo con Camorra en la Gran Alternativa 2009. Torneo donde un veterano se une a un novato. Antes del combate, Okumura se dirigió al ring, objetando que Yujiro se vio obligado a formar equipo con un mexicano y, en un momento programado, atacó a Camorra y lo arrojó fuera del ring, tomando su lugar. Yujiro y Okumura derrotaron a Toscano y Rouge en la primera ronda del torneo, luego vencieron a Héctor Garza y Ángel de Plata, antes de derrotar a Místico y Ángel de Oro en la final para ganar la Gran Alternativa 2009 .  Tras la Gran Alternativa El torneo Okumura comenzó a enfocarse en Máximo, mientras que No Limit comenzó una historia con el equipo de El Terrible y El Texano Jr . Okumura y Máximo se enfrentaron varias veces, generalmente como parte de los tríos y cada vez la tensión entre los dos luchadores creció. El 5 de noviembre de 2009, los dos se enfrentaron en un partido de Lucha de Apuesta , en el que Okumura ganó su primera Apuesta , dejando a Máximo calvo en el proceso.  Mientras Yujiro y Naito dejaron México para NJPW a fines de 2009, Naito ya regresó y anunció que trabajará para CMLL de forma regular y que se le unirá el novato de NJPW , Taichi , manteniendo viva a La Ola Amarilla en CMLL. El 7 de mayo de 2010, Okumura y Taichi se unieron con el ex campeón mundial de peso pesado de IWGP, Hiroshi Tanahashi, para derrotar a El Hijo del Fantasma, La Máscara y Héctor Garza para ganar el Campeonato Mundial de Tríos CMLL en el evento principal del viernes por la noche semanal Super Viernes show.  El reinado de Ola Amarilla como campeones de Tríos solo duró dos semanas, ya que fueron derrotados por La Máscara, La Sombra y Máscara Dorada el 21 de mayo de 2010.  El 12 de julio de 2011, Okumura derrotó a El Gallo por Occidente de la sucursal de Guadalajara de CMLL. Campeonato de peso semipesado.  Luego perdió el título ante El Sagrado el 11 de julio de 2012. En marzo de 2012, el aprendiz de NJPW, Kyosuke Mikami, vino a México para una gira de aprendizaje prolongada, se le dio el nombre de ring Namajague y una máscara para acompañarlo y se asoció con Okumura. El equipo de Okumura y Namajague fue etiquetado como La Fiebre Amarilla y no simplemente "La Ola Amarilla". En septiembre de 2012, La Fiebre Amarilla desafió sin éxito por el CMLL Arena Coliseo Tag Team Championship cuando los campeones defensores Fuego y Stuka, Jr. obtuvieron la victoria.  En los meses posteriores a su primer partido contra Stuka, Jr. y Fuego, La Fiebre Amarilla desarrolló una historia de larga duración con Stuka Jr y Rey Cometa que se convirtió en el evento principal del Homenaje a Dos Leyendas 2013. Programa disputado bajo Luchas de Apuestas , o reglas de "apuesta de partido" donde Namajague y Stuka Jr. arriesgaron sus máscaras y Okumura y Rey Cometa arriesgarían sus cabellos por el resultado del partido.  El 3 de marzo de 2013, Okumura y Namajague derrotaron a Fuego y Stuka Jr. para ganar el CMLL Arena Coliseo Tag Team Championship.  El 15 de marzo de 2013, Okumura y Namajague fueron derrotados por Stuka, Jr. y Rey Cometa en el evento principal del espectáculo Homenaje a Dos Leyendas de 2013 , lo que obligó a Okumura a afeitarse todo el cabello y a Namajague se le desenmascaró y se le hizo para revelar su nombre real, Kyosuke Mikami, según las tradiciones de la lucha libre. El 3 de noviembre, Okumura y Namajague perdieron el Arena Coliseo Tag Team Championship ante Delta y Guerrero Maya Jr.  En enero de 2015, Okumura regresó a Japón para participar en la gira FantasticaMania 2015 , durante la cual desafió sin éxito a Ángel de Oro para el Campeonato Mundial de Peso Ligero CMLL

## Maestros
Japón: Masanobu Kurisu, Great Kabuki
México: Satánico, Franco Colombo

## Campeonatos obtenidos en su carrera
1. Campeonato de Peso Completo CCW
2. Campeonato de Parejas CAWF Can-Am (Canadá)
3. Campeonato de Peso Completo en Lucha Callejera con Alambre de Púas (Onita Pro)
4. Campeonato Mundial de Tercias CMLL (c/Hiroshi Tanahashi y Taichi)

## Luchas de apuesta en México
5/dic/04 – Lucha en jaula en la Arena Coliseo de México, DF (perdió su cabellera ante Negro Casas)
18/jun/06 – Lucha en jaula en la Arena Coliseo de México, DF (perdió su cabellera ante Rey Bucanero)
15/nov/09 - Lucha de cabellera vs cabellera en la Arena México, México DF (ganó a Máximo)

## Concursos ganados en México
Fisicoculturismo CMLL 2006 – 2o. Lugar en la categoría de Avanzados.
Fisicoculturismo CMLL 2007 – 3.er. Lugar en la categoría de Avanzados.
Tema de entrada CMLL:
Dr. Feelgood de Mötley Crüe
Bando de lucha en México:Rudo